# Домановська сільська рада
Домановська сільська́ ра́да (біл. Даманаўскі сельсавет) — адміністративно-територіальна одиниця у складі Івацевицького району Берестейської області Білорусі. Адміністративний центр — село Доманово.

## Склад
Населені пункти, що підпорядковувалися сільській раді станом на 2009 рік:
| Населений пункт | Тип  | Населення, осіб (2009) |
| --------------- | ---- | ---------------------- |
| Вишневка        | село | 319                    |
| Добринево       | село | 66                     |
| Доманово        | село | 1634                   |
| Коханово        | село | 73                     |

## Населення
За переписом населення Білорусі 2009 року чисельність населення сільської ради становила 2092 особи.

### Національність
Розподіл населення за рідною національністю за даними перепису 2009 року:
| Національність            | Осіб | Відсоток |
| ------------------------- | ---- | -------- |
| білоруси                  | 1916 | 91,59 %  |
| росіяни                   | 111  | 5,31 %   |
| українці                  | 29   | 1,39 %   |
| поляки                    | 25   | 1,20 %   |
| євреї                     | 2    | 0,10 %   |
| національність не вказана | 2    | 0,10 %   |
| азербайджанці             | 1    | 0,05 %   |
| литовці                   | 1    | 0,05 %   |
| башкири                   | 1    | 0,05 %   |
| в'єтнамці                 | 1    | 0,05 %   |
| абхази                    | 1    | 0,05 %   |
| угорці                    | 1    | 0,05 %   |
| єзиди                     | 1    | 0,05 %   |
| Разом                     | 2092 | 100 %    |